# Turgutlu
Turgutlu là một huyện thuộc tỉnh Manisa, Thổ Nhĩ Kỳ. Huyện có diện tích 473 km² và dân số thời điểm năm 2007 là 135830 người, mật độ 287 người/km².